# Adam Wątor
Adam Ignacy Wątor (ur. 1957 w Szczecinie) – polski historyk, profesor nauk humanistycznych.

## Życiorys
Studia historyczne na Uniwersytecie Jagiellońskim ukończył w 1980. Doktorat obronił w 1988 na Uniwersytecie im. Adama Mickiewicza w Poznaniu, a habilitację w 1994 na tej samej uczelni. W 2001 Prezydent RP nadał tytuł profesora nauk humanistycznych. Od 1995 roku profesor nadzwyczajny na Uniwersytecie Szczecińskim, a w 2002 uzyskał stanowisko profesora zwyczajnego.
Specjalizuje się w historii myśli politycznej, historii Polski XIX–XX wieku i historii wojskowości. Pełni funkcje kierownika Ośrodka Badań Biograficznych na Wydziale Humanistycznym Uniwersytetu Szczecińskiego oraz kierownika Zakładu Historii Polski XIX i XX wieku w Instytucie Historii i Stosunków Międzynarodowych US. Wcześniej był zastępcą dyrektora tego instytutu (1991–1999), a także prodziekanem ds. dydaktyki (1999–2002) oraz dziekanem Wydziału Humanistycznego US (2002–2008).

## Ważniejsze publikacje
- Działalność Związku Ludowo-Narodowego w latach 1919–1922 (1992)
- Działalność Stronnictwa Demokratyczno-Narodowego w zaborze austriackim do roku 1914 (1993)
- Edward Dubanowicz: biografia polityczna: 1881-1943 (wraz z Januszem Farysiem; 1994)
- Ziemianin – polityk Tadeusz Cieński 1856-1925 : z dziejów konserwatyzmu wschodniogalicyjskiego (1997)
- Chrześcijańsko-narodowi: z dziejów nurtu politycznego do 1928 roku (1999)
- Galicyjska Rada Narodowa w latach 1907–1914 : z dziejów instytucji obywatelskiej (2000)
- Narodowa Demokracja w Galicji do 1918 roku (2002)
- Na galicyjskim Podolu. Praca narodowa i oświatowa w relacjach uczestników do roku 1914 (2018)
- Liga Narodowa w Galicji-Małopolsce i jej działacze (2020)